# Eunicella pergamentacea
Eunicella pergamentacea is een zachte koraalsoort uit de familie Gorgoniidae. De koraalsoort komt uit het geslacht Eunicella. Eunicella pergamentacea werd in 1882 voor het eerst wetenschappelijk beschreven door Ridley. 